# Fazal Ilahi Chaudhry
Fazal Ilahi Chaudhry (Kharian, 1º gennaio 1904 – Lahore, 2 giugno 1982) è stato un politico pakistano, quinto Presidente del Pakistan dal 14 agosto 1973 fino alle sue dimissioni il 16 settembre 1978.

## Carriera politica
Fazal Ilahi Chaudhry nacque in un villaggio vicino alla città di Kharian, nel distretto di Gujrat (provincia del Punjab) il
1º gennaio 1904. Frequentò la Punjab University dove ottenne la laurea in giurisprudenza nel 1927.
Nel 1942 si unì alla Lega musulmana e tre anni dopo venne eletto come presidente distrettuale del partito per il Gujrat. Quando il Pakistan ottenne l'indipendenza Chaudhry venne coinvolto nel nuovo governo e gli fu dato il prestigioso incarico di Segretario parlamentare e successivamente ebbe brevi esperienze come ministro della salute e dell'istruzione. Nel 1952, rappresentò il Pakistan in seno alle Nazioni Unite e quattro anni dopo venne eletto come deputato dell'Assemblea Nazionale e poi come speaker del parlamento.

## Presidente del Pakistan
Nel 1970 venne eletto come membro dell'Assemblea nazionale nelle liste del PPP di Bhutto e nel 1973 ottenne la presidenza del paese nominando come primo ministro proprio lo stesso Bhutto; il suo incarico fu prettamente onorifico e rappresentativo in accordo con la nuova Costituzione del 1973, che garantiva ampi poteri al premier. Fazal rivestì il titolo di presidente fino al 1978, quando si dimise a seguito del golpe del generale Muhammad Zia-ul-Haq che prese il controllo del paese.
Chaudhry morì il 2 giugno 1982.